# Marizy-Sainte-Geneviève

Marizy-Sainte-Geneviève este o comună în departamentul Ain, Franța. În 2006 avea o populație de 127 de locuitori.